# Campionati mondiali juniores di ginnastica artistica
I Campionati mondiali juniores di ginnastica artistica rappresentano il campionato del mondo per le specialità della ginnastica artistica, organizzato dalla FIG, destinato ad atleti ed atlete che rientrano nella categoria juniores (età compresa tra i 16 e i 17 anni per i ragazzi, e i 14 e i 15 anni per le ragazze).
L'edizione inaugurale della competizione si è svolta a Győr, in Ungheria, nel 2019.

## Edizioni
| Anno | Edizione | Località |
| ---- | -------- | -------- |
| 2019 | I        | Győr     |
| 2023 | II       | Antalya  |

## Medagliere
| Posiz. | Nazione       | Oro | Argento | Bronzo | Totale |
| ------ | ------------- | --- | ------- | ------ | ------ |
| 1      | Russia        | 5   | 3       | 2      | 10     |
| 2      | Giappone      | 4   | 2       | 1      | 7      |
| 3      | Ucraina       | 1   | 1       | 2      | 4      |
| 4      | Canada        | 1   | 1       | 0      | 2      |
| 5      | Stati Uniti   | 1   | 0       | 2      | 3      |
| 6      | Corea del Sud | 1   | 0       | 0      | 1      |
| 6      | Romania       | 1   | 0       | 0      | 1      |
| 8      | Cina          | 0   | 5       | 3      | 8      |
| 9      | Regno Unito   | 0   | 1       | 1      | 2      |
| 10     | Brasile       | 0   | 1       | 0      | 1      |
| 11     | Italia        | 0   | 0       | 1      | 1      |
| 11     | Lettonia      | 0   | 0       | 1      | 1      |
| 11     | Ungheria      | 0   | 0       | 1      | 1      |
| Totale | Totale        | 14  | 14      | 14     | 42     |